# La Carrière de Suzanne
La Carrière de Suzanne is een Franse dramafilm uit 1963 onder regie van Éric Rohmer.

## Verhaal
Twee vrienden leren twee meisjes kennen. Al gauw beginnen ze de meisjes uit te buiten, maar na verloop van tijd worden hun gevoelens voor elkaar sterker.

## Rolverdeling
| Acteur              | Personage |
| ------------------- | --------- |
| Catherine Sée       | Suzanne   |
| Philippe Beuzen     | Bertrand  |
| Christian Charrière | Guillaume |
| Diane Wilkinson     | Sophie    |